# Rheobatrachus
Rheobatrachus (maagbroedende kikkers of vogelbekdierkikkers) is een geslacht van uitgestorven grondbewonende kikkers afkomstig uit Queensland in het oosten van Australië. Het geslacht bestaat uit slechts twee soorten, die beide halverwege de jaren tachtig uitstierven. Het geslacht is uniek omdat het de enige twee bekende kikkersoorten bevat die de prejuveniele stadia van hun nakomelingen in de maag van de moeder uitbroedden.
Het gecombineerde bereik van de maagbroedende kikkers omvatte minder dan 2.000 vierkante kilometer. Beide soorten werden geassocieerd met kreeksystemen in regenwouden op hoogten tussen 350 en 1.400 meter. De oorzaken van het uitsterven van de maagbroedende kikkers zijn niet duidelijk, maar het verlies en de achteruitgang van leefgebieden, vervuiling en sommige ziekten hebben mogelijk bijgedragen.
De toewijzing van het geslacht aan een taxonomische familie wordt fel bediscussieerd. Sommige biologen classificeren ze binnen Myobatrachidae onder de onderfamilie Rheobatrachinae, maar anderen plaatsen ze in hun eigen familie, Rheobatrachidae. Moleculaire genetica vindt het een zustertaxon van Mixophyes.
Wetenschappers van de Universiteit van Newcastle en de Universiteit van New South Wales kondigden in maart 2013 aan dat de kikker het onderwerp zou zijn van een kloonpoging, ook wel het 'Lazarus-project' genoemd, om de soort weer tot leven te wekken. Embryo's werden met succes gekloond en het project hoopt uiteindelijk een levende kikker voort te brengen.
De zuidelijke maagbroedende kikker is door de IUCN als uitgestorven vermeld omdat hij sinds 1981 niet meer in het wild is waargenomen en uitgebreide zoektochten in de afgelopen vijfendertig jaar hebben deze soort niet meer kunnen vinden.

## Taxonomie
Het geslacht Rheobatrachus werd voor het eerst beschreven in 1973 door David Liem en heeft sindsdien geen wijzigingen in de wetenschappelijke classificatie ondergaan; de plaatsing ervan is echter controversieel. Het is geplaatst in een aparte onderfamilie van Myobatrachidae, Rheobatrachinae; in een aparte familie, Rheobatrachidae; geplaatst als het zustertaxon van Limnodynastinae; en synoniem met Limnodynastinae. In 2006 ontdekten D.R. Frost en collega's dat Rheobatrachus, op basis van moleculair bewijs, het zustertaxon van Mixophyes was en plaatsten het in Myobatrachidae.
Beide soorten maagbroedende kikkers verschilden qua uiterlijk en gedrag sterk van andere Australische kikkersoorten. Hun grote uitpuilende ogen en korte, stompe snuit, samen met complete zwemvliezen en slijmerige lichamen onderscheidden ze van alle andere Australische kikkers. Het grotendeels aquatische voorkomen van beide soorten werd (in Australië) alleen gedeeld met de Dahl's waterkikker en hun vermogen om hun jongen groot te brengen in de maag van de moeder was uniek onder alle kikkers.

### Engelse namen
De namen, gastric-brooding frog, 'maagbroedende kikker' en platypus frog, 'vogelbekdierkikker', worden in het Engels gebruikt om de twee soorten te beschrijven. 'Maagbroedend' beschrijft de unieke manier waarop het vrouwtje de jongen grootbracht en 'vogelbekdier' beschrijft hun grotendeels in het water levende aard.

## Zuidelijke maagbroedende kikker (Rheobatrachus silus)

### Verspreiding
De zuidelijke maagbroedende kikker (Rheobatrachus silus) werd ontdekt in 1972 en beschreven in 1973, hoewel er één publicatie is die suggereert dat de soort werd ontdekt in 1914. Rheobatrachus silus was beperkt tot de Blackall Range en Conondale Ranges in het zuidoosten van Queensland, ten noorden van Brisbane, tussen hoogten van 350 en 800 meter boven zeeniveau. De gebieden aan regenwoud, nat sclerofyl bos en open rivierbos dat het bewoonde, waren beperkt tot minder dan 1.400 vierkante kilometer. Ze zijn waargenomen in stromen in de stroomgebieden van de Mary, Stanley en Mooloolah Rivers. Afhankelijk van de bron was het laatste exemplaar dat in het wild werd gezien in 1979 in de Conondale Range of in 1981 in de Blackall Ranges. Het laatste in gevangenschap levende exemplaar stierf in 1983. Aangenomen wordt dat deze soort is uitgestorven.

### Beschrijving
De zuidelijke maagbroedende kikker was een middelgrote soort met een doffe kleur, met grote uitpuilende ogen die dicht bij elkaar waren geplaatst en een korte, stompe snuit. Zijn huid was vochtig en bedekt met slijm. De vingers waren lang, slank, puntig en zonder zwemvliezen maar de tenen waren volledig met zwemvliezen uitgerust. De armen en benen waren groot in vergelijking met het lichaam. Bij beide soorten waren de wijfjes groter dan de mannetjes.
De zuidelijke maagbroedende kikker was een dofgrijze tot leisteenkleurige kikker met kleine vlekken, zowel donkerder als lichter dan de achtergrondkleur, verspreid over het dorsale oppervlak (rug). Het ventrale oppervlak, de buik, was wit of crèmekleurig, af en toe met gele vlekken. De armen en benen hadden een donkerdere bruine streep aan de bovenkant en waren geel aan de onderkant. Er liep een donkere streep van het oog naar de basis van de voorpoot. Het ventrale oppervlak (buik) was wit met grote vlekken crème of lichtgeel. De tenen en vingers waren lichtbruin met lichtbruine vlekjes. Het uiteinde van elk vinger eindigde in een kleine schijf en de iris was donkerbruin. De huid was fijnkorrelig en het trommelvlies was verborgen. De mannelijke zuidelijke maagbroedkikker was 33 tot 41 millimeter lang en het vrouwtje 44 tot 54 millimeter lang.

### Ecologie en gedrag
De zuidelijke maagbroedende kikker leefde in gebieden met regenwoud, nat sclerofyl bos en open bos, in rivieren. Ze waren een overwegend in het water levende soort die nauw verbonden was met waterlopen en aangrenzende rotspoelen en putten. Stromen waarin de zuidelijke maagbroedende kikker werd aangetroffen, waren grotendeels permanent en stopten pas met stromen tijdens jaren met zeer weinig regenval. Locaties waar zuidelijke maagbroedende kikkers werden gevonden, bestonden meestal uit gesloten bossen met opkomende eucalyptusbomen, maar er waren ook locaties waar open bos en met gras begroeide bodembedekkers de overheersende vegetatie waren. Er is geen melding dat deze soort voorkomt in open oevergebieden. Zoektochten in de lente en de zomer toonden aan dat de favoriete dagelijkse habitat zich aan de rand van rotspoelen bevond, hetzij tussen bladafval, onder of tussen stenen of in rotsspleten. Ze werden ook gevonden onder rotsen in ondiep water. Winteronderzoeken van locaties waar zuidelijke maagbroedende kikkers veel voorkwamen, leverden slechts twee exemplaren op, en er wordt aangenomen dat ze tijdens de koudere maanden overwinterden. Volwassen mannetjes gaven de voorkeur aan diepere poelen dan de juvenielen en de vrouwtjes die de neiging hadden om in ondiepere, nieuw ontstane (na regen) poelen te wonen die stenen en/of bladafval bevatten. Individuen gaven zichzelf alleen volledig bloot terwijl ze op rotsen zaten tijdens lichte regen.
De roep van de zuidelijke maagbroedende kikker is beschreven als een 'eeeehm ... eeeehm' met een opwaartse buiging. Het duurt ongeveer eenhalve seconde en werd elke zes tot zeven seconden herhaald.
Er zijn zuidelijke maagbroedende kikkers waargenomen die zich voedden met insecten van het land en het water. In aquaria werden Lepidoptera, Diptera en Neuroptera gegeten.
Omdat het een grotendeels in het water levende soort is, was de zuidelijke maagbroedende kikker nooit meer dan vier meter van het water verwijderd. Studies door Glen Ingram toonden aan dat de bewegingen van deze soort zeer beperkt waren. Van de tien jonge kikkers verplaatsten er zich slechts twee meer dan drie meter tussen waarnemingen. Ingram registreerde ook de afstand die zeven volwassen kikkers langs een beek aflegden tussen de seizoenen (periodes van verhoogde activiteit, meestal in de zomer). Vier vrouwtjes verplaatsten zich tussen 1,8 en 46 meter en drie mannetjes bestreken 0,9 - 53 meter. Slechts drie individuen bewogen meer dan 5,5 meter (46, 46 en 53 meter). Het bleek dat volwassen kikkers gedurende het hele broedseizoen in dezelfde poelen of poelclusters zouden blijven, alleen alleen verlatend tijdens perioden van overstroming of toegenomen stroming.

## Noordelijke maagbroedende kikker (R. vitellinus)

### Verspreiding
De noordelijke maagbroedende kikker (Rheobatrachus vitellinus) werd in 1984 ontdekt door Michael Mahony. Hij was beperkt tot de regenwoudgebieden van de Clarke Range in Eungella National Park en het aangrenzende Pilion State Forest in centraaloostelijk Queensland. Ook deze soort was beperkt tot een klein gebied - minder dan vijfhonderd vierkante kilometer, op een hoogte van vierhonderd tot duizend meter. Slechts een jaar na zijn ontdekking werd hij nooit meer gezien, ondanks uitgebreide pogingen om het te lokaliseren. Deze soort wordt als uitgestorven beschouwd.

### Beschrijving
De noordelijke maagbroedende kikker was een veel grotere soort dan de zuidelijke maagbroedende kikker. Mannetjes bereikten een lengte van 50-53 millimeter en wijfjes waren 66-79 millimeter lang. Deze soort was ook veel donkerder van kleur, meestal bleekbruin, en net als de zuidelijke maagbroedende kikkers was zijn huid bobbelig en had hij een slijmerige laag. Er waren levendige gele vlekken op de buik en de onderkant van de armen en benen. De rest van de buik was wit of grijs van kleur. Het trommelvlies was verborgen en de iris was donkerbruin. De lichaamsvorm van de noordelijke maagbroedende kikker leek sterk op die van de zuidelijke soort.

### Ecologie en gedrag
De noordelijke maagbroedende kikker werd alleen waargenomen in ongerepte regenwouden waar slecht afgebakende wandelpaden de enige vorm van menselijke verstoring waren. Net als bij de zuidelijke maagbroedende kikker, was de noordelijke maagbroedende kikker ook een grotendeels in het water levende soort. Ze werden gevonden in en rond de ondiepe delen van snelstromende kreken en beken waar individuen zich bevonden in ondiepe, rotsachtige gebieden met gebroken water, in watervallen, klippen in rivierbeddingen en stroompjes. Het water in deze beekjes was koel en helder, en de kikkers verstopten zich onder of tussen rotsblokken in de stroming of in binnenwateren.
Mannelijke noordelijke maagbroedende kikkers riepen in de zomer vanaf de waterkant. De roep was luid, bestaande uit verschillende staccato-noten. Het was vergelijkbaar met de roep van de zuidelijke maagbroedende kikker, hoewel dieper, korter en minder vaak herhaald.
Er werd waargenomen dat de noordelijke maagbroedende kikker zich voedde met kokerjufferlarven en land- en waterkevers, evenals Taudactylus eungellensis uit de familie Australische fluitkikkers (Myobatrachidae).

## Voortplanting
Wat deze kikkers uniek maakt onder alle kikkersoorten, is hun vorm van ouderlijke zorg. Na externe bevruchting door het mannetje nam het vrouwtje de eieren of embryo's in haar mond en slikte ze door. Het is niet duidelijk of de eieren op het land of in het water werden gelegd, aangezien het nooit is waargenomen voordat ze uitstierven. Interessant is dat er is waargenomen dat Darwins kikker, een andere soort kikker, vergelijkbare muilbroedende kenmerken vertoont. Deze functie blijft nog steeds uiterst zeldzaam van aard.
Eieren gevonden bij vrouwtjes hadden een diameter tot 5,1 millimeter en hadden grote dooiervoorraden. Deze grote voorraden komen veel voor bij soorten die tijdens hun ontwikkeling volledig van dooier leven. De meeste vrouwelijke kikkers hadden ongeveer veertig rijpe eieren, bijna het dubbele van het aantal jongen dat ooit in de maag is gevonden (eenentwintig tot zesentwintig). Dit betekent een van twee dingen, dat het vrouwtje niet alle eieren doorslikt of dat de eerste paar ingeslikte eieren worden verteerd.
Op het moment dat het vrouwtje de bevruchte eieren inslikte, was haar maag niet anders dan die van andere kikkersoorten. In de gelei rond elk ei zat een stof genaamd prostaglandine E2 (PGE2), die de productie van zoutzuur in de maag zou kunnen uitschakelen. Deze bron van PGE2 was voldoende om de productie van zuur tijdens de embryonale stadia van de zich ontwikkelende eieren te stoppen. Toen de eieren waren uitgekomen, scheidden de kikkervisjes PGE2 af. Het slijm dat uit de kieuwen van de kikkervisjes werd uitgescheiden, bevatte het PGE2 dat nodig is om de maag in een niet-functionele toestand te houden. Deze slijmuitscheidingen komen niet voor bij kikkervisjes van de meeste andere soorten. Kikkervisjes die niet volledig van een dooiervoorraad leven, produceren nog steeds slijmkoord, maar het slijm gaat samen met kleine voedseldeeltjes door de slokdarm naar de darmen. Bij Rheobatrachus (en verschillende andere soorten) is er geen opening naar de darm en worden de slijmvliezen uitgescheiden. Gedurende de periode dat de nakomelingen in de maag aanwezig waren wilde de kikker niet eten.
Informatie over de ontwikkeling van kikkervisjes werd waargenomen bij een groep die door de moeder werd uitgebraakt en met succes in ondiep water werd grootgebracht. Tijdens de vroege stadia van ontwikkeling misten kikkervisjes pigmentatie, maar naarmate ze ouder werden, ontwikkelden ze geleidelijk volwassen kleuring. De ontwikkeling van kikkervisjes duurde minstens zes weken, gedurende welke tijd de omvang van de maag van de moeder bleef toenemen totdat deze de lichaamsholte grotendeels vulde. De longen liepen leeg en de ademhaling was meer afhankelijk van gasuitwisseling via de huid. Ondanks de toenemende omvang van de moeder bleef ze nog steeds actief.
Het geboorteproces lag ver uit elkaar en kan over een periode van wel een week hebben plaatsgevonden. Als het vrouwtje echter wordt gestoord, kan het alle jonge kikkers uitbraken in een enkele daad van voortstuwend braken. De nakomelingen waren volledig ontwikkeld toen ze werden uitgedreven en er was weinig variatie in kleur en lengte binnen een enkel legsel.

## Oorzaak van uitsterven
Er wordt aangenomen dat de oorzaak van het uitsterven van de maagbroedende kikkers te wijten is aan de introductie door de mens van pathogene schimmels in hun oorspronkelijke verspreidingsgebied. Tussen 1972 en 1979 waren er populaties van zuidelijke maagbroedende kikkers aanwezig in gekapte stroomgebieden. De effecten van dergelijke kapactiviteiten op zuidelijke maagbroedende kikkers werden niet onderzocht, maar de soort bleef wel in stromen in de gekapte stroomgebieden leven. Het leefgebied dat de zuidelijke maagbroedende kikker ooit bewoonde, wordt nu bedreigd door wilde varkens, de invasie van onkruid, veranderde stroming en problemen met de waterkwaliteit veroorzaakt door stroomopwaartse verstoringen. Ondanks intensief zoeken is de soort sinds 1976 of 1981 (afhankelijk van de bron) niet meer gevonden.
Het Eungella National Park, waar ooit de noordelijke maagbroedende kikker werd gevonden, werd bedreigd door bosbranden en onkruidinvasie. Voortdurende branden hebben mogelijk delen van het bos vernietigd of versnipperd. De buitenranden van het park zijn nog steeds onderhevig aan onkruidinvasie en chytride schimmel is gelokaliseerd in verschillende regenwoudkreken in het park. Men dacht dat de achteruitgang van de noordelijke maagbroedende kikker in 1984 en 1985 mogelijk normale populatiefluctuaties waren. Acht maanden na de eerste ontdekking van de noordelijke maagbroedende kikker, werden zieke en dode Taudactylus eungellensis, die samenwonen met de stromen met maagbroedende kikkers, waargenomen in stromen in Pilion State Forest. Gezien het recentere inzicht in de rol van de amfibische ziekte bij de achteruitgang en verdwijning van amfibieën, gecombineerd met het temporele en ruimtelijke patroon van de verspreiding van de ziekteverwekker in Australië, lijkt het zeer waarschijnlijk dat de ziekte verantwoordelijk was voor de achteruitgang en verdwijning van de maagbroedende kikkers. Ondanks voortdurende pogingen om de noordelijke maagbroedende kikker te lokaliseren, is hij niet gevonden. Het laatst gerapporteerde wilde exemplaar werd gezien in de jaren tachtig. In augustus 2010 ging een zoektocht georganiseerd door de Amphibian Specialist Group van de International Union for Conservation of Nature op zoek naar verschillende soorten kikkers waarvan werd aangenomen dat ze in het wild waren uitgestorven, waaronder de maagbroedende kikker.

## Staat van instandhouding
Beide soorten staan vermeld als uitgestorven onder zowel de Rode Lijst van de IUCN als onder de Australische Environment Protection and Biodiversity Conservation Act 1999; ze worden echter nog steeds vermeld als bedreigd onder de Nature Conservation Act 1992 van Queensland.

### Reddingspoging
Wetenschappers boeken vooruitgang in hun inspanningen om de maagbroedende kikkersoort weer tot leven te brengen met behulp van somatische celkernoverdracht (SCNT), een methode van klonen.
In maart 2013 hebben Australische wetenschappers met succes een levend embryo gemaakt van niet-levend geconserveerd genetisch materiaal. Deze wetenschappers van de Universiteit van Newcastle, Australië onder leiding van prof. Michael Mahony, de wetenschapper die als eerste de noordelijke maagbroedende kikker ontdekte, Simon Clulow en prof. Mike Archer van de Universiteit van New South Wales hopen somatische celkernoverdracht te blijven gebruiken als methode om een embryo te produceren dat kan overleven tot het kikkervisjesstadium.
De wetenschappers van de Universiteit van Newcastle hebben ook melding gemaakt van succesvol invriezen en ontdooien (cryopreservatie) van totipotente amfibische embryonale cellen, die samen met spermacryopreservatie het essentiële 'proof of concept' vormen voor het gebruik van cryoopslag als een genoombank voor bedreigde amfibieën en ook andere dieren.

## Soorten
Geslacht Rheobatrachus
- Rheobatrachus silus – Zuidelijke maagbroeder
- Rheobatrachus vitellinus – Noordelijke maagbroeder